# 天神山城の戦い
天神山城の戦い（てんじんやまじょうのたたかい）は、天正2年（1574年）4月から天正3年（1575年）9月にかけての期間行われた浦上宗景・三浦貞広と宇喜多直家との間の戦い。
最終的に雌雄を決した戦いは天神山城を巡る攻防であったが、それに至るまでの停戦期間を挟みつつも1年以上の期間に渡って備前国・美作国に跨る広範囲で両陣営の武力衝突があった。

## 開戦までの経緯

### 宇喜多直家の独立
浦上宗景は元は赤松氏の重臣であった兄浦上政宗から独立して備前で旗揚げし、毛利元就などの助力を得ながら次第に勢力を広げ、やがて兄の勢力を凌ぐようになると毛利とも手を切り戦国大名となった勢力である。その後、浦上氏は永禄10年（1567年）の明善寺合戦で備中国の三村元親を撃破し、永禄11年（1568年）には備前松田氏を滅ぼし更に勢力を拡大し、備前ほぼ一国と美作・備中・播磨の一部という4ヶ国に跨る所領を持つ大名へと成長した。
これらの戦いの中で活躍し、浦上家中で大きく勢力を伸ばしたのが宇喜多直家であり、長船氏や岡氏を傘下に率いて松田氏を滅ぼした後は備中に攻め込み毛利の援護を受けている三村領までも圧迫するなど強勢であったが、この頃から独自に足利義昭に接触するなど独立傾向を強め始める。永禄12年（1569年）に浦上宗景が赤松政秀の所領を圧迫し、足利義昭が織田信長に政秀救援を要請した際にはついに足利義昭を公儀として奉じ、「備前衆」の盟主として浦上氏からの離反を宣言するに至った。
同年7月、直家は軍事行動を開始。備前北部で浦上配下の垪和・原田ら美作国衆の軍団と戦って勝利を収め、また美作でも美作三浦氏再興を目指す三浦貞広の軍勢と合流し毛利氏の香川広景の守る高田城を攻めたがこちらは途中で包囲を解き、宇喜多軍は撤退した。その後、播磨で黒田孝高の活躍で打撃を負った赤松政秀が織田氏の救援が届く前に浦上軍に降伏してしまい（青山・土器山の戦いも参照）、直家は孤立。直家はそれ以上の交戦を避けてすぐさま浦上軍に降伏して非礼を詫び、この時の事は宗景と尼子勝久の間で話し合いが行われた結果、罪は赦免された。直家に危害を加えれば公儀や織田氏に明確な敵対の意志が有ると見られる恐れが有ったため、できる限り穏便な措置を執らざるを得なかったのである。直家は浦上氏を倒すことは出来なかったものの事実上の独立はこの時点で果たされた。ただ、浦上・宇喜多両家の関係は悪化したもののこの時点では破綻せず、共通の脅威である毛利氏と対峙するという点で一時的に修復される。
宇喜多軍は浦上との停戦後は主戦場を備中に移し、同年12月に毛利元清・熊谷信直・三村元親らが宇喜多に臣従している植木秀長の治める備中佐井田城に肉薄した時には戸川秀安が出陣し、三村元親に傷を追わせ穂井田実近を討ち取る勝利を収め、毛利・三村軍を退かせた。

### 美作三浦氏の復活と毛利包囲網
一方、美作では撤退した宇喜多軍と入れ替わるような形で尼子再興軍の山中幸盛が高田城攻めに加勢し、永禄12年（1569年）10月に更に浦上から明石氏・岡本氏、宇喜多から長船氏の軍勢が攻め手に加わり、永禄13年（1570年）にはついに香川広景を追い三浦貞広が旧領復帰を果たし、三浦軍はその後も寺畑城など高田城の支城群を回復し同年中に一定の勢力を取り戻す事に成功する。復活した美作三浦氏の中で発言力を持ったのが老臣の牧尚春で、毛利から領地を守るために大友宗麟・浦上宗景・尼子勝久ら反毛利の勢力と積極的に書状を交わして同盟関係を結んだ。
こうして三浦氏の復活した元亀元年（1570年）より反毛利の同盟勢力の動きはより活発となる。大友宗麟は既に能島水軍の村上武吉を調略で毛利氏より離反させており、浦上宗景も今井宗久を通じて信長に貢ぎ物を送るなどして関係の改善を図る一方で、三好義継配下の篠原長房や讃岐の香西水軍らに協力を求め、備前の中で未だに支配下に納めていない児島の攻略を狙っていた。更に但馬では織田信長の支援を受けた山名祐豊が所領を回復して尼子再興軍と共闘の姿勢を見せ、因幡でも祐豊の意向で山名豊国が因幡山名氏の家督を相続した。こうして毛利に対して大友・浦上・尼子・宇喜多・美作三浦・山名・三好らが一斉に敵対の姿勢を見せる「毛利包囲網」とも言うべき状況が完成したのである。

### 備芸・豊芸和平
以後、浦上・宇喜多・能島水軍と毛利・三村の対立が激化。元亀2年（1571年）2月から能島水軍が公然と毛利に反旗を翻し本太城に兵を入れた事に対して小早川隆景が動き、4月までには本太城を攻略。続けて隆景は粟屋就方に兵を与えて児島の救援に向かわせたが5月の備前児島の戦いで浦上軍と援軍に駆けつけた三好氏配下の篠原長房率いる阿波水軍衆に惨敗を喫した。また備中では庄勝資が三村氏の本拠である松山城を占拠して宇喜多に内通し、同時に宇喜多の軍勢が三村領を侵し幸山城を奪取した。9月には再び備中佐井田城で植木秀資（秀長の子）の援軍である浦上・宇喜多と毛利・三村両陣営の武力衝突があったがこれも浦上・宇喜多軍が勝ち、三村元親の実兄庄元祐がこの戦で討ち死にした。この間、毛利包囲網の攻撃が激化する中で毛利元就は病床にあったが、安国寺恵瓊を使者として京の足利義昭へと遣わせて大友・浦上・三好などとの和睦の周旋を依頼していた。しかし、三好が含まれている事に義昭が難色を示し失敗。6月14日には恵瓊の帰国を待たずして死亡し、毛利氏の家督は嫡孫毛利輝元へと移っている。
元亀3年（1572年）、今度は足利義昭が和議の周旋に動き、三好を除いた毛利と大友・浦上間の停戦を柳沢元政に準備させていた。一方で毛利輝元は反抗勢力へと反撃を開始し、3月には浦上宗景と不仲になって交戦状態であった美作三星城主後藤勝基に援軍を送って毛利陣営への引き込みを図り、また宇喜多直家に圧迫されていた備中には吉川元春・小早川隆景が着陣するなど軍事行動を起こしている。毛利の脅威に晒された宇喜多直家は同年6月に足利義昭に毛利との和議の周旋を依頼し、義昭もすぐにこれに応じて毛利方に書状を送って輝元の意見と京への安国寺恵瓊の派遣を求めたが難色を示し、この時は和議の締結に至らず毛利方は兵を退くこともなかった。これ以後、むしろ毛利輝元は備前方の討伐に意欲を見せ、9月には輝元自らが出馬して合流し宇喜多に占領されていた備中日幡城・加茂城・蛙ヶ鼻城の諸城の攻略を目指す一方で、美作では三星城に兵糧や銀子を差し入れた上で因幡国より武田高信を呼び寄せて着陣させるなど攻勢に向けて戦力を集中させた。
しかし、10月上旬に入ると一転して輝元が和議に応じ、備芸並びに豊芸和平が早急に成立し大友・浦上・宇喜多と毛利・三村との間の戦いは停戦状態に入る。輝元が態度を変えた詳細までは不明であるが、毛利家中にも将軍からの書状に動揺が走っていたようで、安国寺恵瓊の前任の外交僧である竺雲恵心は浦上宗景が実子を将軍に人質に出してまで和議を引き出した事を挙げ、和議が成るかは上意次第なので分別ある行動を取るように警告しており、備前方と事を荒立てず和議を受けるべきと考える穏健派の働きかけも有ったようである。しかし、浦上・宇喜多の要望によって動いた事もあってか備芸和平の内容は毛利方にとっては明らかに不利なものであり、備前方より奪った要害12ヶ所の差し渡しに加えて、救援に力を注いでいた三星城の陣の破却までも行わなければいけなくなった。この和睦によって宇喜多は毛利から城を無血で奪回する事ができ、また浦上も毛利が去った隙に後藤勝基との関係を修復したが、毛利方の小早川隆景は特にこの裁定に不満を持っており、浦上・宇喜多を「毎時裏表之儀」と糾弾した上で和睦の成立後も武田高信の美作進駐を続けさせていた。しかし、この和睦によって毛利包囲網の締め付けが弱まったことは事実であり、荷留などの報復を毛利から受けていた能島水軍は毛利への反抗姿勢を弱めるなど包囲網に綻びが見え始めた。

### 3ヶ国支配の朱印状
天正元年（1573年）になると毛利と大友・浦上などとの直接の争いは無くなったものの、但馬・因幡の両山名氏や大友・浦上の支援する尼子再興軍や美作三浦氏の反毛利活動は未だに続いており、因幡国で山中幸盛と牧尚春、伯耆日野衆が毛利方の城を攻撃していた。一方で毛利方も状況を打破すべく動き出しており、同年中に宇喜多直家と急接近し、10月には毛利の兵が美作の奥津・才原（現在の岡山県苫田郡付近）に入り、直家と連携する姿勢を見せている。一方で11月に浦上宗景は上洛して織田信長に謁見し、播磨で争っていた別所長治との和平を仲介してもらったが、更にこの席で「備前・播磨・美作安堵の朱印」を得た。同年12月に毛利は安国寺恵瓊を派遣して織田信長に尼子再興軍への対応を求め、信長は恵瓊に「山中幸盛が柴田勝家を通じて取り成しを求めているがこれは許容しない」という旨を記した朱印状を与え、翌年2月の羽柴秀吉の但馬出兵を約束した。また、安国寺恵瓊は派遣された京で信長が浦上宗景に「備前・播磨・美作安堵の朱印」を与えたという情報を仕入れ、これを織田氏の芸州進出の準備であると国元へ警告している。翌天正2年（1574年）になっても秀吉の援軍は無いまま尼子再興軍は山陰で活動し続けており、信長は毛利との約束を反故にした形となった。
足利義昭への工作においては浦上宗景に先んじており、幕府より所領の独立性を認められた宇喜多直家であったが織田信長への工作では宗景に逆転された形で、信長が義昭を追放すると浦上氏に3ヶ国安堵の朱印状が発給され、宇喜多氏の独立性が中央に否定されかねない状況に陥っていた。直家は義昭の仲介でようやく結ばれた備芸和平を軽視した宗景の行動を『宗景存外之御覚悟』として驚いたが、織田の後ろ盾を得た宗景に対抗するべく、直家も毛利との連携を強化していく。

## 戦いの経緯

### 直家による国衆切り崩し
天正2年（1574年）3月、浦上宗景との表立った開戦に先立って直家は浦上と同盟している三浦貞広が浦上に味方する事を見越し、連携を断つ為に備前国境付近の美作国衆を重点的に調略を仕掛け、久米郡の領主である原田貞佐・原田行佐親子を味方に付ける事に成功。また、三浦領にほど近い岩屋城を花房職秀と原田貞佐に強襲させ、わずか一日で城を奪取し城を治める芦田一族を追放すると、岩屋城代に浜口家職を送り込み直轄支配に乗り出している。このすぐ後の4月5日には浦上宗景が三浦家臣の牧清冬（尚春の孫）に三浦貞広が味方をしてくれる事に関して謝辞を述べた上で新たに所領を宛がう旨を伝えた書状が残っており、三浦貞広が浦上陣営に参加する事が明確となった。そして4月18日、備前鯛山でついに初めて浦上と宇喜多両軍は衝突し、緒戦は宇喜多軍が勝利を飾った。
この直家の挙兵に関して浦上宗景は当初楽観視しており5月の時点で讃岐の安富盛定に宛てた書状では「毎々得勝利候」と報ずるなど余裕を見せていたが、浦上軍はこれ以後、6月には高尾山の合戦で敗れるなど苦戦が続いていた。一方で直家は更に美作の弓削衆を調略で切り崩し菅納・沼本氏を寝返らせ、宇喜多に味方をしなかった小坂氏などを追放し、美作と備前の連絡路を早い段階で差し押さえることに成功し、戦局を優位に展開した。
直家の国人衆切り崩しに危機感を抱いた宗景は結束を固めるために9月～10月にかけて段銭や自らが地頭職を務める兵粮料所、公用田などを一斉に配下の国衆に与え引き止め工作を行なっている。その甲斐あってか10月下旬の美作豊田の戦いや備前鳥取の戦いでは石川源助や花房与左衛門の活躍で相次いで浦上方が勝利を収め、以後浦上軍が天神山城とその支城群を中心に堅守し始めると宇喜多軍もここまでのような快進撃とは行かず戦線が膠着し始める。

### 停戦期間と水面下の外交合戦
こうした状況を打破すべく宇喜多直家は小早川隆景に書状を送り、対して浦上宗景も吉川元春に書状を送ったが、毛利は宇喜多を支援することで決定した。この毛利の決定に反発したのが宇喜多と長年争ってきた備中の三村元親であり、三村との関係を悪化させてまで宇喜多と結ぶ事には吉川元春らが反対したものの小早川隆景・安国寺恵瓊ら賛成派が押し切った。三村元親は天正2年（1574年）8月の時点で既に織田信長から「備中の本領に加えて備後一国を与える」というの条件で調略を受けていたが、毛利が宇喜多と同盟したことにより著しく関係が悪化したに目をつけた大友宗麟の要請で三浦家臣の牧尚春が三村氏に調略を仕掛け毛利との手切れを勧めた。この調略に毛利との関係維持を唱えた三村親成ら一部を除く元親始め三村一門は賛同の意を示し、ついに三村氏は毛利と手切れして織田信長と同盟し、身の危険を感じた親成らは毛利を頼って備中を脱した。三村が毛利から離反した事により宇喜多は三方を敵領に囲まれる事となったが、毛利の対応は迅速であり、同年11月には早くも三村討伐軍を編成し備中に大軍を送り込んだ（備中兵乱）為、三村軍は毛利への対応で手一杯であり、浦上への助けとはならなかった。
しかし、天正2年（1574年）11月から毛利と三村の備中の抗争が激化する中で、これ以後5ヶ月ほどの間に渡って浦上・宇喜多両家の戦があった事を示す書状が現在のところ発見されておらず、理由は不明であるが一定の期間停戦していたのではないかと推測されている。ただ、再び開戦する日の為に両家は水面下で諸勢力に働きかけて準備を進めており、浦上宗景は12月に高田城在番の牧清冬に書状を送って備中の戦況を報じるなど情報をやり取りし、宇喜多直家は宗景討伐の大義名分を得るために播磨の小寺氏預かりとなっていた浦上誠宗（宗景の甥で本来の浦上氏嫡流。宗景の手の者に暗殺される）の子である浦上久松丸の身柄を引き取り、小早川隆景も小寺氏が久松丸引渡しに動いてくれたことに感謝の書状を送っている。

### 美作三浦氏と宇喜多氏の攻防
天正3年（1575年）1月からは宇喜多の美作における前線基地であった岩屋城に寄る浜口家職・花房職秀や原田・沼本・菅納ら宇喜多派の国衆ら「岩屋衆」と美作三浦氏との対立が激化する。1月22日、三浦領内に侵攻して多田山（岡山県大庭郡）の占拠に及んだ岩屋衆に対して三浦方は牧清冬が出陣して夜討ちを仕掛け、敵数十人を討ち取って多田山を奪還し三浦貞広より感状を受けている。
同年2月には浦上宗景と岡本氏秀が盛んに牧清冬に書状を送り、織田信長から備前表加勢の了承を取り付けた事と山中幸盛が美作に近く応援に駆けつける事を報じて三浦氏を激励したが、この時期浦上家は直接の軍事行動を一切起こしていない。大友氏も年初より宗麟・義統親子を始めとして吉弘鎮信・志賀親度ら重臣たちが牧尚春に盛んに書状を送り、近く赤間関に出兵する事を約し、浦上・三村とよく連携するように指示している。宇喜多側もこの時期は三浦氏と争う一方で浦上とは戦っておらず、2月下旬には備前を留守にして備中に赴き小早川隆景と対三村のことに関して協議を行うなどしていた。
3月16日、三浦軍は伊賀久隆配下の加茂衆が治める美作真木山城に牧清冬が夜討ちを仕掛け、加茂衆を多数討ちとる勝利を収め真木山城を奪い取った。

### 浦上氏・美作三浦氏の滅亡
実質的な休戦状態であった浦上氏と宇喜多氏であったが、4月についに宇喜多直家が浦上久松丸を奉じて宗景打倒の名分を掲げて再び兵を動かした。4月12日、天神山城の支城の1つである日笠頼房の守る日笠青山城の攻略を狙って、宇喜多軍が兵を動かして城下で野戦が行われたが、日笠勢はこれに勝利し原助十郎などを討って宇喜多軍を撃退した。しかし、5月1日には宇喜多軍が備前佐古谷城を攻略し、またこの頃、浦上方の伊部城主である日笠源太が花房職之に討ち取られ、伊部城が攻略された。5月8日には備中兵乱をほぼ片付けた毛利輝元が備後衆の備前派遣を検討しており、5月22日に三村氏の本拠松山城が陥落して、城主元親が城を捨てた際には美作三浦を頼って落ち延びたという予測を小早川隆景が立て、美作攻めの先鋒を三村親成に命じた。6月2日に三村元親は自刃して果て、6月7日には最後に残った三村の拠点である常山城が陥落し、三村氏は滅亡し備中兵乱は終息した。
同年7月、追い詰められた浦上宗景は三浦との連絡が絶たれた状況を解消するべく、重臣の岡本氏秀や美作国人の中島隆重を派兵して宇喜多に味方した美作弓削荘の領主である沼本久家・沼本豊盛・菅納家晴らの守る蓮花寺城・小松城などを攻略し三浦との連携を回復させようとしたが、この戦いで浦上方は延原家次などが負傷させられるなど惨敗を喫し、もはや反抗した小領主を討伐する力も残されていない弱体ぶりを内外に晒け出す結果に終わった。以後の浦上軍は国衆の更なる離脱を食い止められず防戦一方の状況に追い込まれ、ついには本拠天神山城への籠城以外の選択肢を失う事となる。
そして同年8月頃より明石行雄（景親）を始めとして岡本氏秀・秀広親子や延原景能・大田原長時などこれまで浦上氏の直轄部隊として抵抗を続けていた天神山衆も相次いで浦上氏を見限り、9月上旬までには天神山城は陥落し浦上宗景は所領を追われた。美作の三浦貞広も牧清冬から宇喜多家臣の江原久清を通じて宇喜多直家に毛利への降伏の周旋を申し入れ、9月11日に本拠高田城を明け渡し投降した。この戦いの結果、宇喜多直家は備前ほぼ全域、美作東部、播磨西部などに大きく所領を拡大した。

## 合戦後の情勢と影響
この戦で浦上宗景は所領を失って播磨へ逃走し、降伏した三浦貞広も高田城は安堵されず毛利家臣の楢崎元兼が城代として入ることとなり、貞広は一度は毛利氏に身柄を送られたが、やがて宇喜多氏預かりとなり、浦上・美作三浦両氏は勢力として滅亡。浦上旧臣は多くが宇喜多直家に鞍替えしており、三浦旧臣も牧一族などが宇喜多に仕える事となった。領の区分については浦上旧領は宇喜多に服すことを良しとしない三星城主後藤勝基や茶臼山城主笹部勘次郎らの領を除いて宇喜多領に併呑され、三浦旧領は高田城は毛利氏に接収されたものの篠向城・寺畑城などが宇喜多領となった。また、備中は備中兵乱を制した毛利氏が直轄支配するところとなり宇喜多氏も南部の一部を得て、また水運の要衝である備前児島は一時毛利氏が差し押さえたが後に宇喜多氏に譲渡され戸川秀安が領した。
反毛利同盟は首魁であった大友宗麟が豊芸和平の締結によって「九州からの毛利勢力の追放」という目的がほぼ果たされていたので美作三浦氏などに約束していた赤間関への出兵は空手形であり、自ら豊芸和平を破棄するような行動は最後まで起こさなかった。また、大友が行動を起こさなかったことで村上武吉は大友と距離を置き毛利との関係修復に動いている。美作への派兵を約束していた山中幸盛も但馬・因幡の両山名氏が毛利に寝返ったことで実際にはとても美作へと兵を割けるような状況ではなく苦戦を強いられており、逆に天正4年（1576年）5月には若桜鬼ヶ城を攻略され、中国地方に拠点を失った尼子再興軍は京へと敗走。中国地方で根強く反毛利活動を行なっていた浦上・美作三浦両氏の滅亡と合わせて反毛利同盟は完全に崩壊した。
一方で浦上宗景敗退の報を受けた織田信長は天正3年（1575年）9月中に越前一向一揆鎮圧に向かわせていた荒木村重を急遽呼び戻して播磨に送り込み、小寺政職・別所長治・赤松広秀ら播磨国衆から人質を徴発し、村重に命じて播磨に退去した宗景の館を拵えさせた。天正4年（1576年）には京を追われた足利義昭が備後鞆に入り鞆幕府が作られ、毛利氏と宇喜多氏や石山本願寺が同盟し第三次信長包囲網が形成される。宇喜多氏は播磨へ侵入して八幡山まで兵を進め、毛利氏は毛利水軍を動かして三好氏の衰退によって目立った抵抗勢力の無くなった播磨の制海権を取り、一挙大坂湾にまで進出。同年7月には第一次木津川口の戦いで織田軍を撃破して本願寺との連携をより密なものにした。
この合戦によって浦上宗景や三浦貞広が敗れ、代わって備前・美作を掌握した宇喜多直家が毛利に臣従し、大友宗麟の呼びかけた毛利包囲網も完全に崩壊したことで周辺の脅威が無くなった毛利氏は一気に東へと兵を進める事が可能になり、播磨でも英賀城主三木通秋や上月城主赤松政範、長水城主宇野政頼、龍野城主赤松広英が毛利と結び、順調に進みつつあった織田氏による播磨国衆の調略に大きく影を落とし、石山合戦の更なる長期化にも繋がった。